# Saint-Nizier-du-Moucherotte
Saint-Nizier-du-Moucherotte è un comune francese di 1 035 abitanti situato nel dipartimento dell'Isère della regione dell'Alvernia-Rodano-Alpi.
Ospita il trampolino Dauphine, sul quale si disputarono alcuna gare dello sci nordico ai X Giochi olimpici invernali di Grenoble 1968.

## Società

### Evoluzione demografica
Abitanti censiti